# Lilio Gregorio Giraldi
Pour les articles homonymes, voir Giraldi.
Lilio (ou Giglio) Gregorio Giraldi, né à Ferrare le 13 juin 1479, mort dans la même ville en février 1552, est un humaniste italien de la Renaissance, tenu pour l'un des hommes les plus érudits de son temps.

## Biographie

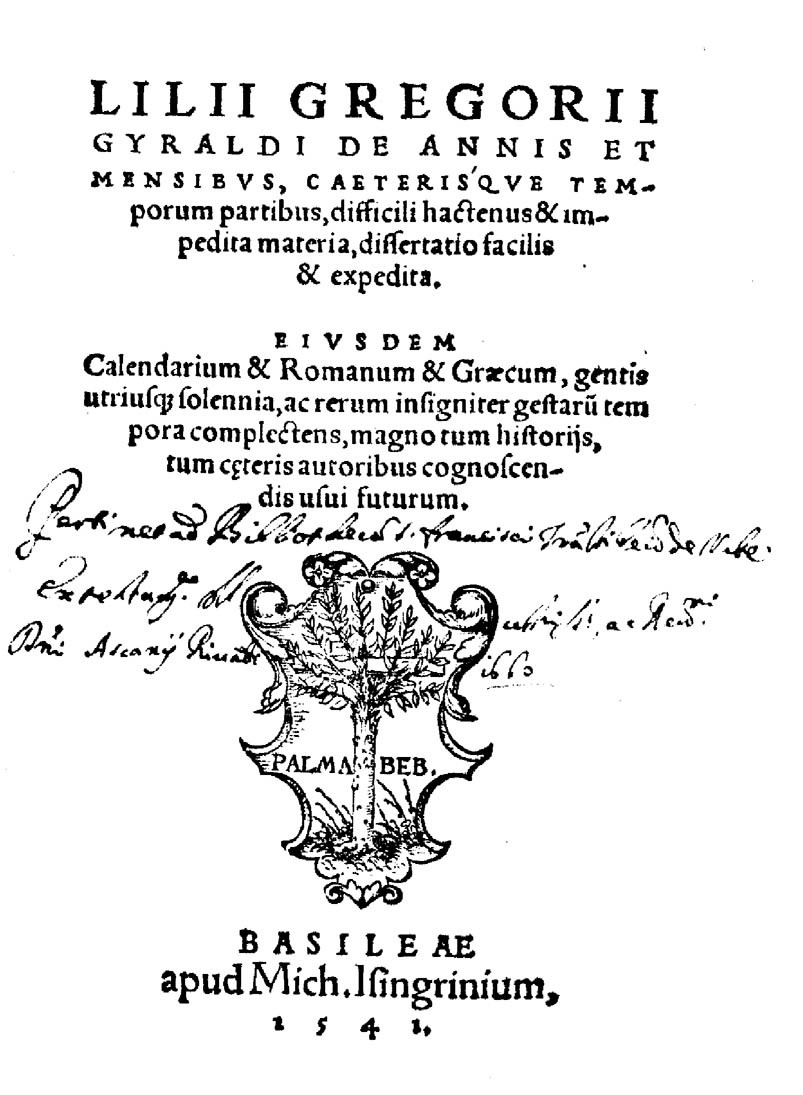
De annis et mensibus, caeterisque temporum partibus, 1541

Issu d'un milieu modeste, il n'en fit pas moins de bonnes études dans sa ville natale, d'humanités latines et grecques et de droit. Il gagna ensuite Naples, où il fit la connaissance de Giovanni Pontano et de Jacopo Sannazaro. Revenu en Émilie, il se lia à Mirandola à Jean-François Pic de la Mirandole, neveu du fameux Jean Pic de la Mirandole, qui était seigneur de cette cité et qui en fut chassé par ses frères Ludovico et Federico en 1502. Il le suivit à Carpi, ville gouvernée par le prince humaniste Alberto III Pio ; c'est là qu'il composa ses De poetarum historia dialogi decem. En 1507, il était à Milan, où il suivait les leçons de lettres grecques de Démétrios Chalcondyle et d'où il envoya à l'un de ses anciens maîtres de Ferrare, Luca Riva, une dissertation sur les Muses (De musis syntagma) qu'il dit avoir composée étant encore adolescent. En 1508, il fut appelé à Modène par Bianca Bentivoglio pour devenir précepteur de son fils Ercole Rangoni.
En 1514, il était à Rome avec son élève et la mère de celui-ci, et ils furent invités par le pape Léon X à s'installer au Vatican. Il semble qu'en plus d'Ercole Rangoni il ait eu alors d'autres élèves. Ercole Rangoni fut créé cardinal en juillet 1517. En 1523, il fut lui-même nommé protonotaire apostolique et chanoine de la cathédrale de Ferrare par le pape Adrien VI.
Après le sac de Rome par les troupes impériales le 6 mai 1527, le cardinal Rangoni, réfugié au Château Saint-Ange avec le pape Clément VII, mourut le 25 août suivant. Ayant perdu à la fois ses biens (notamment sa bibliothèque) et son protecteur, il partit d'abord pour Bologne, puis pour Mirandola où son vieil ami Jean-François Pic de la Mirandole avait récupéré sa seigneurie. Mais celui-ci fut assassiné en octobre 1533 par son neveu Galeotto. Il se sauva à grand-peine et se réfugia dans sa ville natale Ferrare. Il y fut bien accueilli par des humanistes comme Giovanni Manardo et Celio Calcagnini, et introduit auprès de la duchesse Renée de France. Il y prospéra tant ensuite grâce à ses talents qu'arrivé en 1533 sans le sou il laissa à sa mort un capital de dix mille écus, qu'il légua au duc Hercule d'Este. Montaigne (Essais, I, 35) le prend comme exemple d'un grand savant mort dans la pauvreté, ce qui n'est pas exact. Dans ses dernières années, il fut tourmenté de plus en plus par la goutte et finit par ne plus guère quitter son lit.
Il se fit notamment connaître par ses écrits sur la mythologie antique (notamment sa somme en dix-sept livres Sur les dieux des païens, la plus importante depuis la Genealogia deorum gentilium de Boccace, ou sa Vie d'Hercule), par ses dialogues sur les poètes anciens et modernes, et par d'autres ouvrages d'érudition humaniste. En mythologie, il défend l'évhémérisme. Ses trente Dialogismes sont un recueil d'essais sur des sujets d'érudition variés (De studendi et annotandi ratione, De notis et figuris numerorum quibus Latini et Græci utebantur, De venatione accipitrum ceterarumque avium rapacium, De spectris et præstigiis...). Il a composé aussi de la poésie latine.
Après sa mort, il y eut deux éditions de ses œuvres complètes, marque de l'intérêt durable qu'elles suscitèrent : une à Bâle, chez Thomas Guarin, en 1580 ; une autre à Leyde en 1696.

## Œuvres
- De Musis syntagma.

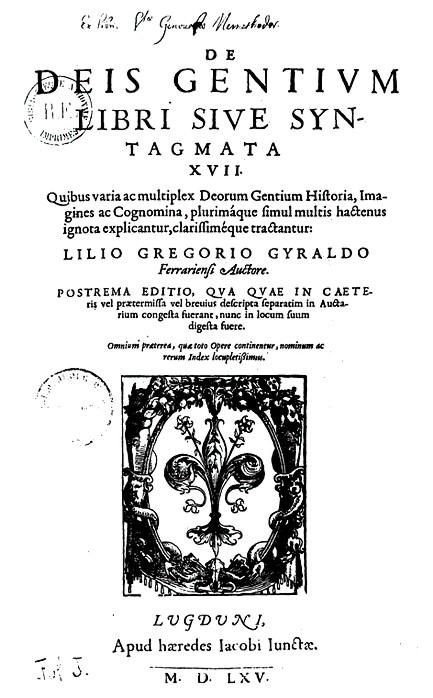
De deis gentium, Lyon 1565

- De historia poetarum tam Græcorum quam Latinorum dialogi decem.
- De poetis nostrorum temporum dialogi duo.
- De deis gentium libri sive syntagmata XVII.
- Herculis vita.
- Philosophi Pythagoræ symbolorum interpretatio, cui adjecta sunt Pythagorica præcepta mystica a Plutarcho interpretata.
- Libellus quo ænigmata pleraque antiquorum explicantur.
- De annis et mensibus ceterisque temporum partibus, una cum calendario Romano et Græco.
- De re nautica libellus.
- De sepulcris et vario sepeliendi ritu libellus.
- Dialogismi XXX.

## Traduction
- Simeonis Sethi Syntagma per elementorum ordinem de alimentorum facultate ad Michaelem Ducam imperatorem, a Lilio Gregorio Giraldo... latinitate donatum, Bâle, 1538.

## Éditions récentes
- Claudia Pandolfi (éd.), Lilio Gregorio Giraldi. Due dialoghi sui poeti dei nostri tempi (texte latin et traduction italienne), Ferrare, Corbo Editore, 1999.
- John N. Grant (éd.), Lilio Gregorio Giraldi. Modern Poets (texte latin et traduction anglaise), The I Tatti Renaissance Library, vol. 48, Harvard University Press, 2011.